# Ihr wallenden Wolken
Ihr wallenden Wolken (in tedesco, "Nubi ribollenti") BWV Anh 197 è una cantata di Johann Sebastian Bach.

## Storia
Pochissimo si sa di questa cantata. Venne composta da Bach durante la sua permanenza a Köthen (1717-1723) per un'occasione sconosciuta. La musica è andata interamente perduta.